# Kavaleriets gule bånd
Kavaleriets gule bånd (originaltitel She Wore A Yellow Ribbon) er en westernfilm fra 1949, instrueret af John Ford og med John Wayne i hovedrollen. Filmen er den anden i Fords "kavaleri-trilogi" (de andre to er Fort Apache (1948) og Rio Grande (1950) og har navn efter en march af George A. Norton, "Round her neck she wears a yellow ribbon", der har været brugt i det amerikanske forsvar, der har brugt et gult bånd som symbol. Med et budget på 1.6 millioner dollars var filmen en af de datidens dyreste westerns, men den blev en kæmpe succes for RKO og er i dag en populær klassiker.
Filmen er kendt for sine fantastiske billeder fra Monument Valley i staten Utah. Fotografen Winton Hoch vandt en Oscar for sin fotografering. Ford og Hoch baserede mange af filmens billeder på malerier og skulpturer af Frederic Remington.

## Handlingen
Umiddelbart før han skal pensioneres, skal kaptain Nathan Brittles (spillet af John Wayne) tage sig af en række angreb fra cheyenne- og arapaho-indianerne efter Custers nederlag. Da han ikke ønsker, at flere skal dø, påtager Brittles sig opgaven at slutte fred med høvding "Pony That Walks".